# Aller Welt Freund
Der Roman Aller Welt Freund wurde im Jahr 1982 von Jurek Becker geschrieben.

## Über den Inhalt
Die Geschichte des deprimierten Nachrichtenredakteurs Kilian beginnt mit dessen Selbstmordversuch. Aufgrund unglücklicher Zufälle und seines Unwissens über die Dichte von Gas endet dieser Versuch jedoch mit einem gebrochenen Arm im Krankenhaus. Zum Trost wirft er sich in Auseinandersetzungen mit seinem Arzt.
Wieder zu Hause wird Kilian die Wohnung gekündigt. Etwas später wird er von seiner jungen Mutter Sonja besucht. Er mag sie nicht sonderlich. Sie schwelgen in alten Zeiten.
Darüber hinaus gibt ihm seine langjährige Freundin Sarah den Laufpass. Ihn kümmert es wenig, lediglich die einsamen Wochenenden machen ihm Sorgen.
Auf der eingehend beschriebenen und langen Szene der Beizentour mit seinem Zwillingsbruder Manfred werden etliche Schnäpse getrunken. Dies führt dann auch zu mehr oder minder geistreichen Dialogen.

## Interpretation
Kilian neigt zum Rationalismus und begegnet seinem Gegenüber gerne sehr zynisch. Über sich selbst meint er: „Solange ich nicht tot bin, muss ich versuchen zu leben.“ Warum er sich überhaupt umbringen wollte, erfährt man erst nach mehr als der Hälfte des Buches.

## Kritik
Martin Lüdke befand in einer zeitgenössischen Kritik, dass Becker ähnlich wie in Jakob der Lügner und Irreführung der Behörden mit Humor eine Welt beschreibt, die „bei aller Ernsthaftigkeit nicht mehr ernst genommen werden kann“. Zugleich stellte er fest, dass Becker sich mit der Geschichte seines Protagonisten gesellschaftlich „nicht festlegen“ wolle und „mit einer - sicher kalkulierten - Ungenauigkeit“ spiele.